# Sainte-Gemme-Martaillac
Sainte-Gemme-Martaillac (okzitanisch: Senta Gèma e Martalhac) ist eine französische Gemeinde mit 383 Einwohnern (Stand: 1. Januar 2022) im Département Lot-et-Garonne in der Region Nouvelle-Aquitaine (vor 2016: Aquitanien). Sie gehört zum Arrondissement Marmande und zum Kanton Les Forêts de Gascogne. Die Einwohner werden Gemmais genannt.

## Geografie
Die Gemeinde Sainte-Gemme-Martaillac liegt in der Guyenne, etwa 15 Kilometer südlich von Marmande. An der südöstlichen Gemeindegrenze verläuft das Flüsschen Tareyre zur Garonne. Nachbargemeinden von Sainte-Gemme-Martaillac sind Sainte-Marthe im Norden, Le Mas-d’Agenais im Nordosten, Calonges im Osten, Leyritz-Moncassin im Südosten und Süden, Labastide-Castel-Amouroux im Süden und Südwesten sowie Grézet-Cavagnan im Westen.

## Bevölkerungsentwicklung
| Jahr                       | 1962 | 1968 | 1975 | 1982 | 1990 | 1999 | 2006 | 2013 | 2022 |
| Einwohner                  | 342  | 359  | 292  | 280  | 308  | 279  | 295  | 379  | 383  |
| Quellen: Cassini und INSEE |      |      |      |      |      |      |      |      |      |

## Sehenswürdigkeiten
- Kirche Sainte-Gemme
- Kirche Saint-Pierre-ès-Liens in Martaillac aus dem 12. Jahrhundert

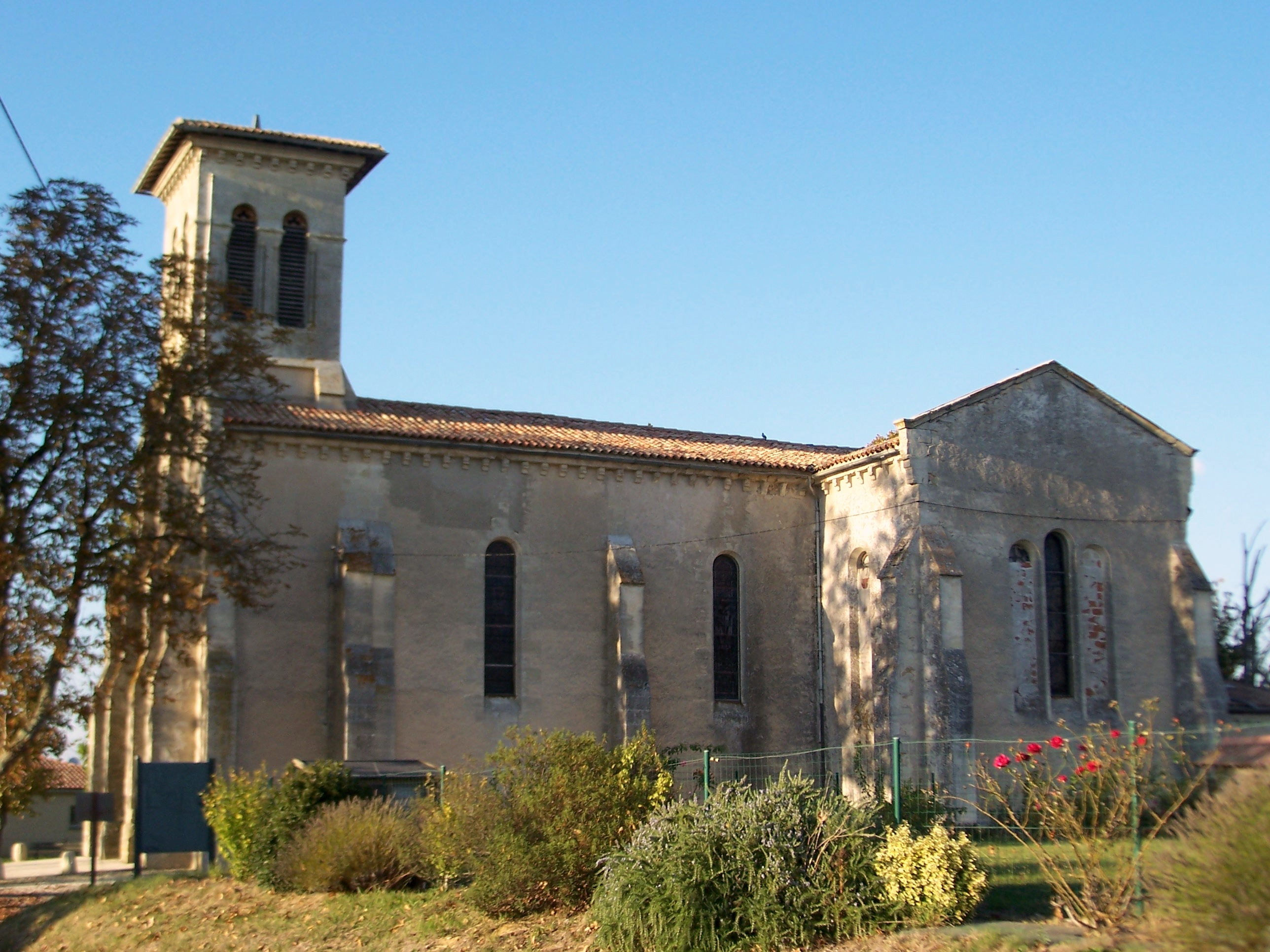
Kirche Sainte-Gemme
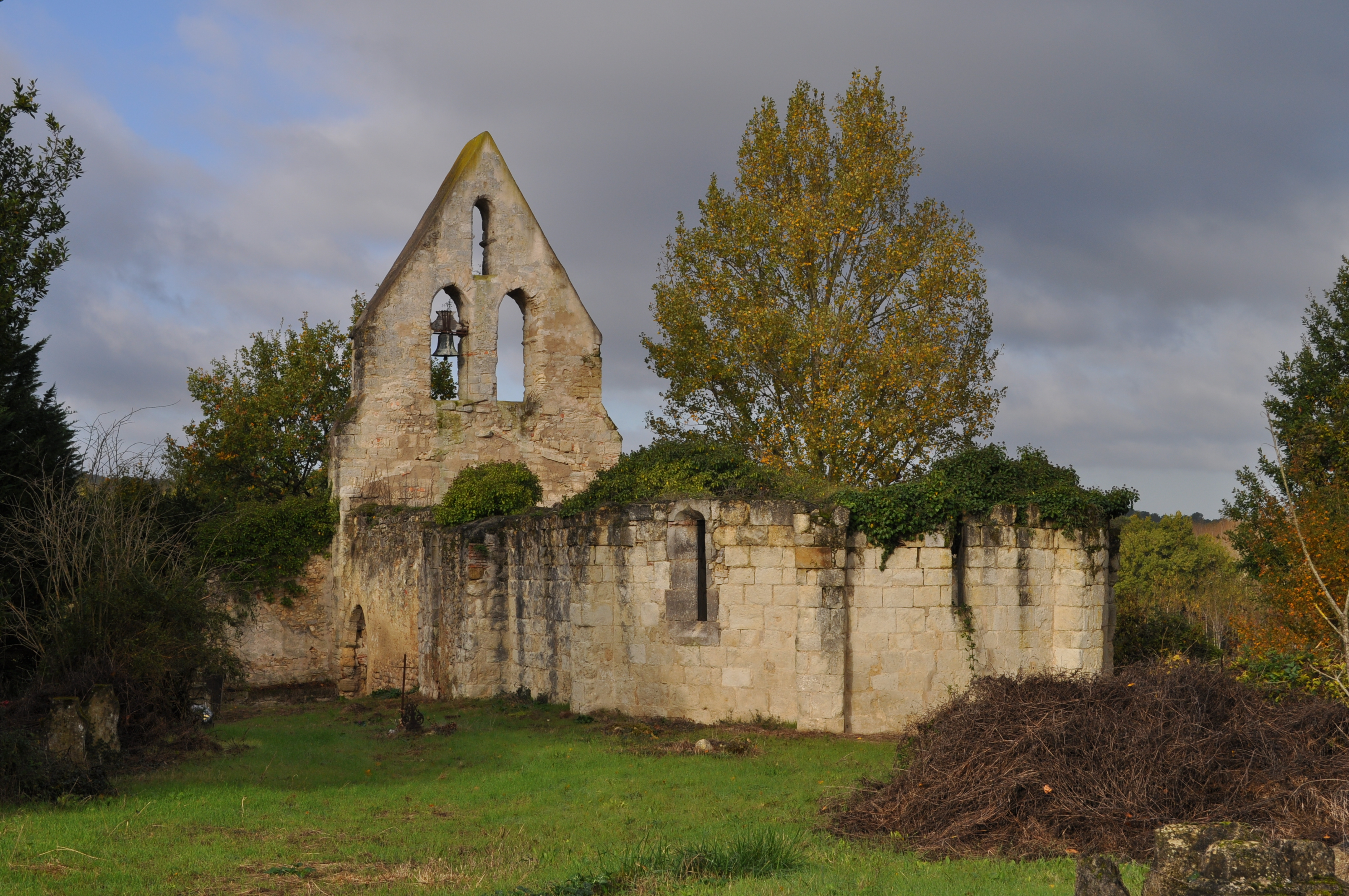
Kirche Saint-Pierre-ès-Liens
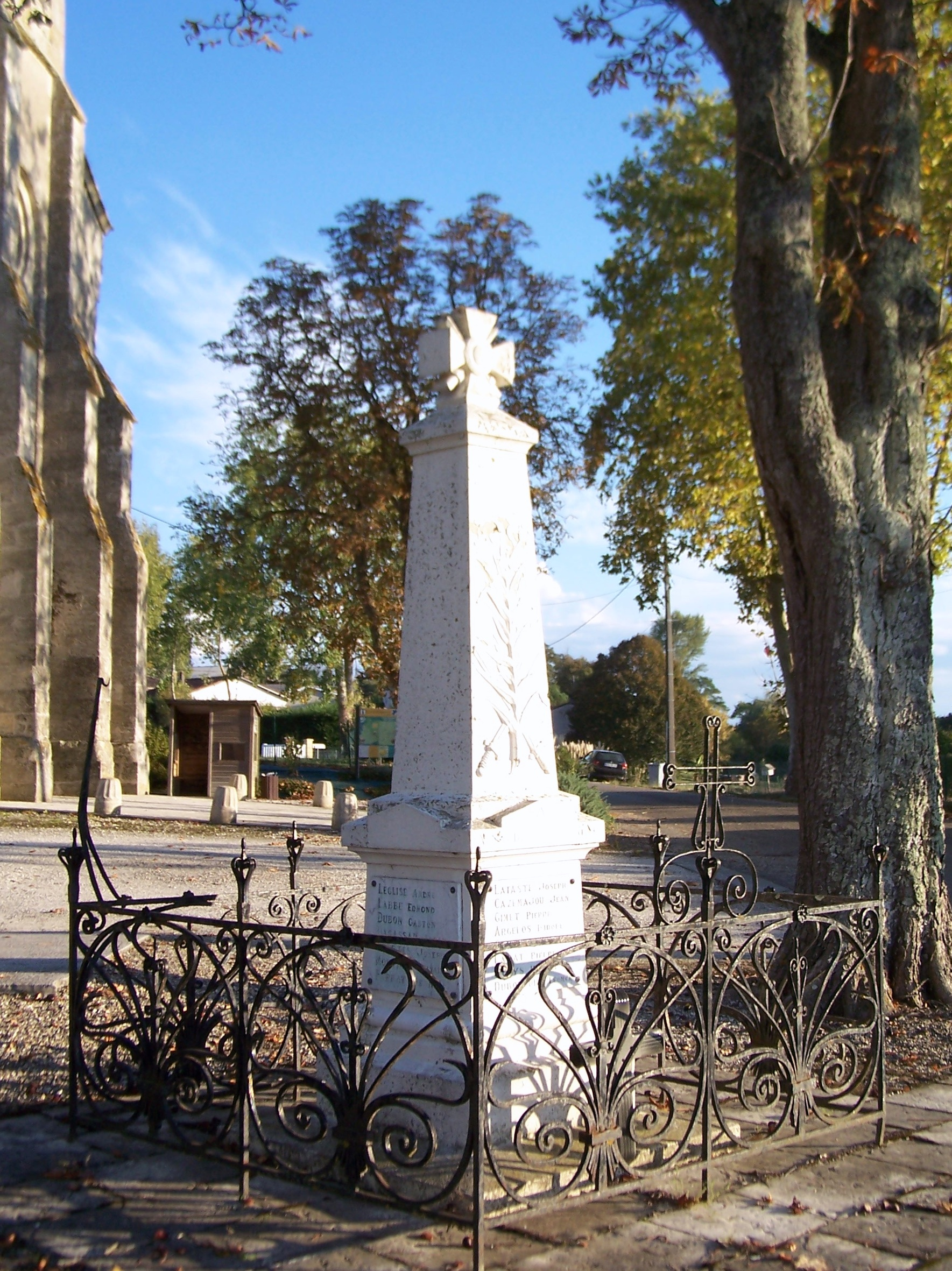
Gefallenendenkmal